# Вод (филм)
Вод (енгл. Platoon), такође познат као Вод смрти, амерички је ратни филм из 1986. године, режисера и сценаристе Оливера Стоуна, у коме главне улоге играју Том Беренџер, Вилем Дафо, Чарли Шин, Кит Дејвид, Кевин Дилон, Џон Макгинли, Форест Витакер и Џони Деп. Прво је остварење у Стоуновој трилогији филмова о Вијетнамском рату, а прате га Рођен 4. јула (1989) и Небо и земља (1993). Филм, инспирисан Стоуновим искуствима у рату, прати младог америчког војника (Шин) који се добровољно бори у Вијетнаму, где се његова два водника ветерана (Беренџер и Дафо) сукобљавају око морала у воду, као и око самог рата.
Стоун је написао сценарио за филм на основу сопствених искустава као америчког пешадинца у Вијетнамском рату, како би се супротставио гледишту рата од оног који је пружио Џон Вејн у филму Зелене беретке. Иако је раније написао сценарије за филмове као што су Поноћни експрес и Лице са ожиљком, Стоун је имао потешкоћа са развојем филма све док компанија Hemdale Film Corporation није купила пројекат заједно са Салвадором. Снимање је почело на Филипинима у фебруару 1986. и трајало је 54 дана. Вод је био први холивудски филм који је написао и режирао ветеран Вијетнамског рата.
Филм је наишао на позитивне реакције критичара, који су нарочито похвалили режију, сценарио, фотографију, глуму и реализам борбених сцена. Остварио је и комерцијални успех, зарадивши преко 138 милиона долара наспрам буџета од 6 милиона долара. Био је номинован за осам Оскара, а победио је у категоријама за најбољи филм, најбољу режију, најбољу монтажу и најбољи звук.
Године 1998, Амерички филмски институт га је сместио на 83. место своје листе „100 година АФИ-ја... 100 филмова”. Године 2019, Конгресна библиотека га је одабрала за чување у Националном регистру филмова због свог „културног, историјског, или естетског значаја”.

## Радња
Године 1967, добровољац америчке војске Крис Тејлор стиже у Јужни Вијетнам и распоређен је у пешадијски вод 25. пешадијске дивизије у близини границе са Камбоџом. Иако је вод званично под командом младог и неискусног поручника Волфа, војници се уместо њега повинују двојици његових старијих и искуснијих подређених: циничном нареднику Барнсу и саосећајнијем нареднику Елајасу.
Тејлор је распоређен са Барнсом, Елајасом и другим искусним војницима у ноћној заседи на снаге северновијетнамске војске. Појављује се непријатељска патрола, што доводи до кратког окршаја. Тејлор је рањен, док је још један нови регрут, Гарднер, убијен. По повратку у базу из станице за помоћ, Тејлор се повезује са Елајасом и његовим кругом уживалаца марихуане, док остаје удаљен од Барнса и његових најчвршћих следбеника.
Током следеће патроле, два војника гину при упаду у замку. Већ на ивици, војници се додатно разбесне када открију непријатељско складиште залиха у оближњем селу. Барнс агресивно испитује сеоског поглавицу о томе да ли су сељани помагали северњацима и убија његову жену када се она суочи са њим. Затим захтева информације од поглавице док држи пиштољ на глави његове младе ћерке. Елајас стиже и напада га, згрожен Барнсовим поступцима. Њихову борбу прекида Волф, који наређује да се залихе униште и село сравни. Елајас захтева да зна зашто Волф није реаговао, а овај одбија да му одговори. Тејлор касније спречава да две девојчице групно силују неки од Барнсових људи.
Када се вод врати у базу, командир чете, капетан Харис, упозорава да ће покренути војни суд ако сазна да је дошло до илегалних убистава, а Елајас јасно даје до знања да ће сведочити против Барнса ако му се пружи прилика. У њиховој следећој патроли, вод је у заседи и притиснут у ватреном окршају, а ситуација се погоршава када Волф случајно усмери артиљеријски удар на сопствену јединицу пре него што Барнс има прилику да одустане. Елајас води Тејлора, Раха и Крофорда да пресретну бочне непријатељске трупе, док Барнс наређује остатку вода да се повуче и враћа се у џунглу да пронађе Елајасову групу. Барнс проналази Елајаса самог и пуца у њега, а затим говори осталима да је Елајас мртав. Док вод бежи хеликоптерима, виде смртно рањеног Елајаса како излази из џунгле док га прогоне непријатељски војници, који га на крају убију. Тејлор примећује Барнсову хладну, пасивну реакцију на Елајасову смрт, која ужасава остале, и схвата да је он одговоран.
По повратку у базу, Тејлор покушава да наговори своју групу да убије Барнса у знак одмазде када Барнс, који их је чуо, уђе у собу и почне да их исмева. Тејлор тада напада Барнса, али је брзо савладан, а Барнс га посече близу његовог ока бодежом пре него што оде.
Вод је послат назад на линију фронта да задржи одбрамбене положаје, где Тејлор дели земуницу са војником по имену Френсис. Те ноћи долази до великог непријатељског напада, а одбрамбене линије су прекинуте. Током битке, Тејлор и Френсис избегавају гранату, па проналазе храброст и убијају много непријатељских војника. Велики део вода, укључујући Волфа и већину Барнсових следбеника, погинуо је у бици која је уследила, док непријатељски герилци уништавају штаб батаљона у самоубилачком нападу. Сада командујући, капетан Харис наређује ваздушној подршци да потроши сва преостала убојна средства унутар области. У насталом хаосу, Тејлор наилази на Барнса, који је тешко рањен. Баш када се Барнс спрема да убије Тејлора, обојица су онесвешћена ваздушним ударом.
Тејлор долази свести следећег јутра, узима непријатељску пушку и проналази Барнса како полако пузи по земљи. Барнс му наређује да позове лекара, али Тејлор не одговара. Након што изазове Тејлора да га убије, овај то и чини. Френсис, који је преживео битку неповређен, намерно се убада ножем у ногу и подсећа Тејлора да, пошто су два пута рањени, могу да се врате кући. Док их хеликоптер носи, Тејлор маше Раху. Наредник О’Нил, Барнсов лакеј који се сакрио испод леша током битке, добија команду над остатком вода. Пренеражен, Тејлор се сломи јецајући док лети изнад више кратера пуних лешева, приповедајући како га је рат заувек променио.

## Улоге
| Глумац         | Улога           |
| -------------- | --------------- |
| Чарли Шин      | Крис Тејлор     |
| Том Беренџер   | наредник Барнс  |
| Вилем Дафо     | наредник Елајас |
| Кит Дејвид     | Кинг            |
| Форест Витакер | Биг Харолд      |
| Франческо Квин | Рах             |
| Кевин Дилон    | Бани            |
| Џон Макгинли   | наредник О’Нил  |
| Реџи Џонсон    | Јуниор          |
| Марк Мозес     | поручник Волф   |
| Кори Главер    | Френсис         |
| Џони Деп       | Лернер          |
| Крис Педерсен  | Крофорд         |
| Боб Орвиг      | Гарднер         |
| Ричард Едсон   | Сал             |
| Тони Тод       | Ворен           |
| Дејл Дај       | капетан Харис   |